# 英国陆军第19军
英国陆军第19军是英国在第一次世界大战中的一个步兵军。

## 历史
英国陆军第19军于1917年2月在法国组建，1917年秋天参加了帕森达勒战役。1918年春天时，在德意志帝国军队的猛烈攻势下，该军在5天内后撤了20英里并处于极度混乱之中。
1918年11月时，英国陆军第19军是位于法国的英国部队中最靠北的部队。

## 指挥官
- 1917年2月—1918年11月指挥官为赫伯特·爱德华·瓦特中将[3]。